# Japonski macesen
Japonski macesen, japonsko karamatsu (唐松)  (znanstveno ime Larix kaempferi), je vrsta macesna, ki je domorodna v gorah japonskih regij Chūbu in Kantō v osrednjem delu otoka Honšu.

## Opis
Japonski macesen je listopadno drevo, ki v višino zraste med 20 in 40 m tall in ima deblo premera do 1 m. Krošnja je široka in stožčasta. Lubje je temno sivo-rjavo do temno rdeče-rjavo in luskasto. Veje so vodoravne, rahlo lokasto upognjene navzgor. Iglice so tanke, dolge med 2 in 5 cm in rastejo v šopkih po 40-50. Barva iglic je modro-zelena do temno zelena, jeseni pa postanejo izrazito živo rumene. Pred zimo odpadejo. Cvetovi so manj opazni, moški so rumeni, ženski pa roza-rdeči. V Sloveniji japonski macesen cveti v aprilu. Plodovi so sprva zeleni, nato pa temno rjavi, jajčasti, pokončni storži, dolgi med 3 in 4 cm. Imajo med 30 in 50 lusk, izpod katerih po 4 do 6 mesecih po oploditvi začne izletavati seme. Stari storži še več let ostanejo na drevesu, barva pa se jim spremeni v temno sivo.
Japonski macesen raste do nadmorske višine 2,900 m.
Znanstveno ime je japonski macesen dobil po nemškem naravoslovcu Engelbertu Kaempferju, poznan p aje tudi po sinonimu Larix leptolepis.

## Razširjenost in uporabnost
Japonski macesen je razširjen po osrednji in severni Japonski, do otoka Hokaido, kasneje pa so ga zanesli tudi v Evropo, kjer je še posebej priljubljen na Irskem in v Veliki Britaniji, kjer zaradi ugodnega podnebja tudi najbolje uspeva. Les je žilav in obstojen, zaradi česar se pogosto uporablja v gradbeništvu. Manjša debla se pogosto uporabljajo za stebre ograj. Pogosto ga kot okrasno drevo sadijo v parke in vrtove, primeren pa je tudi za vzgojo kot bonsaj.

## Bolezni
Japonski macesen resno ogroža gliva Phytophthora ramorum, ki se je razširila v Veliko Britanijo ter na Irsko, pojavlja pa se tudi v Sloveniji